# Chrystian & Ralf (álbum de 2004)
Chrystian & Ralf é o primeiro EP da dupla sertaneja brasileira Chrystian & Ralf, lançado em 2004 pela gravadora Indie Records. Vendeu 200 mil cópias em 8 dias. Ganhou disco de platina duplo, na tabela de vendas da ABPD. Também foi o primeiro álbum da dupla em SMD, um formato inventado por Ralf.

## Faixas
| N.º            | Título                | Compositor(es)       | Duração |  |
| 1.             | "Com Você"            | Chrystian / Ralf     | 3:22    |  |
| 2.             | "Minha Vida Sem Você" | Chrystian / Ralf     | 4:13    |  |
| 3.             | "Canalha"             | Ana Lazarone / Pinno | 3:15    |  |
| Duração total: | Duração total:        | Duração total:       | 10:48   |  |

## Certificações
| Brasil (ABPD)                             | 2× Platina | 2004 | 200.000* |
| *número de vendas baseado na certificação |            |      |          |